# إيلي إيلالوف
إيلي إيلالوف (بالعبرية: אלי אלאלוף؛ ولد 17 فبراير 1945) سياسي إسرائيلي ويعتبر خبير الفقر ويعمل حاليا كعضو في الكنيست لكولانيو.